# Station Gent-Zuid

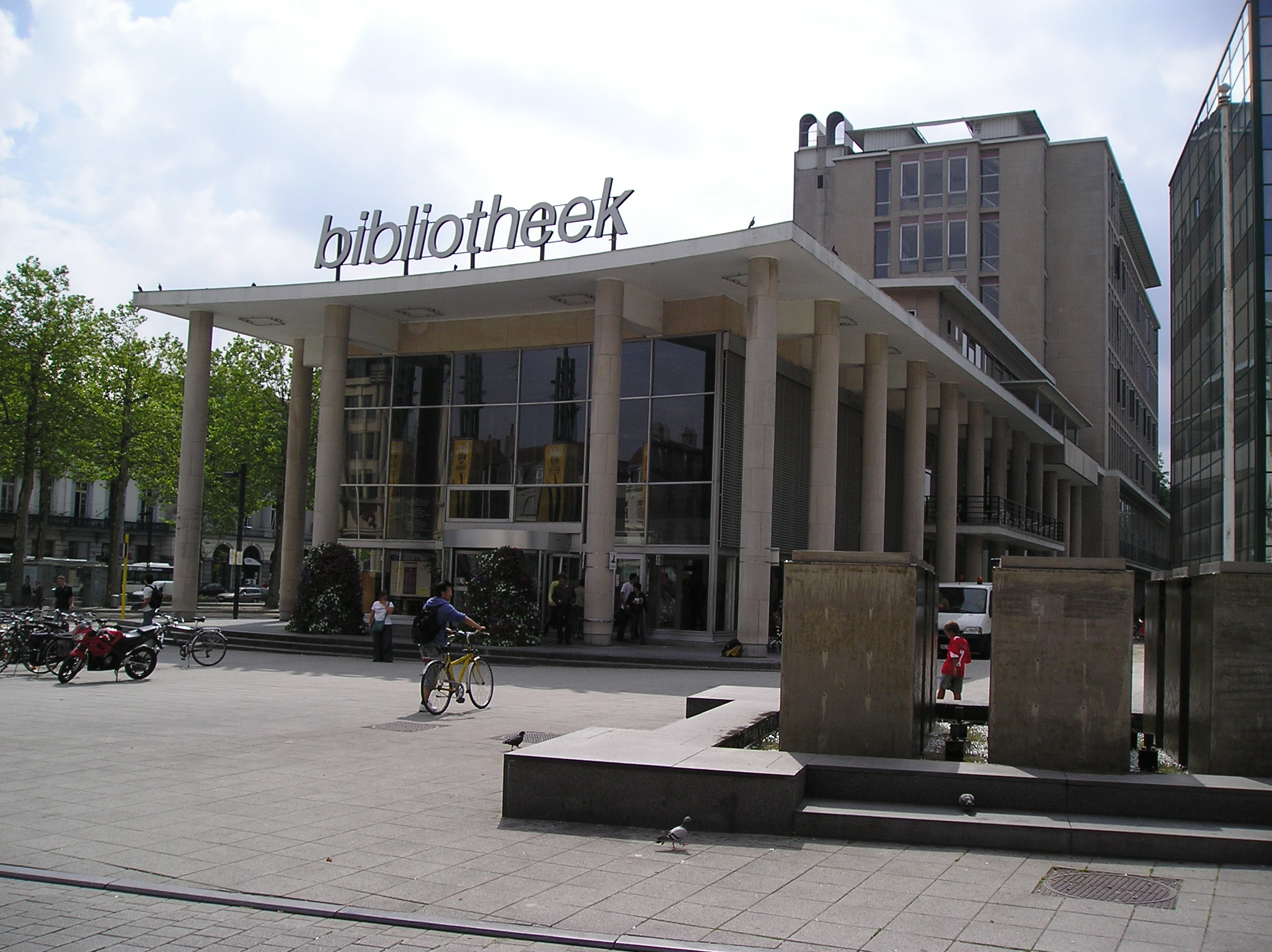
Stadsbibliotheek, op de locatie van het vroegere station

Station Gent-Zuid was het kopstation van de spoorlijn 50 in de Belgische stad Gent. Het Zuidstation stond aan het Koning Albertpark ('t Zuid). Het had een oostelijke hoofdingang aan het Graaf van Vlaanderenplein. Het plein ten noorden is het huidige Woodrow Wilsonplein.
Het Zuidstation was het eerste station in de stad, aangelegd in de Muinkmeersen, een weidegebied van de monniken van de Sint-Pietersabdij. Het station werd op 28 september 1837 als kopstation van de spoorlijn Gent - Mechelen geopend. Het jaar erop werd de spoorlijn doorgetrokken richting Oostende en Kortrijk (via de latere De Pintelaan). Het eerste stationsgebouw werd vlug te klein en werd in 1848 gesloopt. Het nieuwe stationsgebouw werd ontworpen door Auguste Payen, en was in 1850 voltooid. Het bestond uit twee aparte gebouwen, verbonden door een glazen dak met aan de westzijde de goederendienst en aan de oostzijde de reizigersdienst.
Rond 1900 was er gebrek aan ruimte onder het glazen dak en werd het station naar het zuiden toe uitgebreid met perrons van 150 m lang. Een transept verbond het oude en het nieuwe deel. Door het gebruik van lichtdoorlatende elementen ontstond er een dromerige sfeer in de stationshal.
Het station Gent-Zuid was een belangrijk station. Alexandre Dumas stapte er in 1838 van de trein en Franz Liszt in 1841. Ook Queen Victoria nam de trein van Oostende naar Gent-Zuid toen ze op 16 september 1843 de stad Gent bezocht.

## Verbinding met het Handelsdok
Na 1860 werd de goederenafdeling fors uitgebreid. Al in 1848 werd een nieuw Pakhuys van den Weder-Uytvoer in dienst genomen ter vervanging van het oude aan de Coupure. Men legde een eenspoorverbinding aan tussen het station Gent-Zuid en het Handelsdok. Het traject liep via de Tweebruggenstraat en bruggen over de Nederschelde - Nieuwenbosbrug - en Visserij - Fernand Lousbergbrug - via de huidige Kasteellaan en de Dampoort. Het bisdom lag jaren dwars omwille van het nabijgelegen Nieuwenbos. De spoorlijn kon pas op 1 april 1857 worden ingehuldigd en tot juni 1861 zette men paarden in om de wagons te slepen om het school- en kloosterleven niet te storen. Het traject kreeg de naam Passage Van der Bruggen naar een schenker van een aantal percelen in de Lange Violettenstraat. Deze verbinding verdween toen in 1878 het oostelijk ringspoor werd aangelegd.
Het station gaf later zijn functie af aan het station Gent-Sint-Pieters en sloot in 1928 definitief. Afbraak volgde in 1929-1930. Een aantal Toscaanse zuilen en Vrouwe Belgica, een allegorisch beeld, verhuisden naar het Koning Albertpark.

## De evolutie van de omgeving van het station
Voor de bouw van het station was er in de buurt veel armoede en werd er enkel een aantal volkscafés aangetroffen. Na de bouw ontstond in de Muinkmeersen in de tweede helft van de 19e eeuw een geheel nieuwe woonwijk. Van de 700 beluiken die Gent telde in 1880 werd een deel afgebroken. De vroegere Stationsstraat (nu Woodrow Wilsonplein) werd het centrum van het nachtleven van de wijk. Tijdens het laatste kwart van de 19e eeuw bouwde men hier hotels, restaurants, grote cafés en andere oorden van vermaak. Om de status van de omgeving verder te verhogen trok men aan het Graaf van Vlaanderenplein in de periode 1847-1852 tussen de Stationsstraat en de Tweebruggenstraat een neoclassicistische gevelrij op, met twee zuilengalerijen. Na het verdwijnen van de spoorverbinding tussen het station en de haven verlengde men de gevelrij tot aan de Hubert Frère-Orbanlaan. Over de Tweebruggenstraat kwam een derde zuilengalerij, met een driedubbele doorgang: centraal voor voertuigen, aan de zijkanten voor voetgangers. Er lag ook een passerelle over de sporen, van de Hubert Frère-Orbanlaan naar de dierentuin van Gent.
Er werden enkele lanen getrokken om het station en de wijk te verbinden met het historische stadscentrum, met name de Keizer Karelstraat (1837-1841), de aanleg van het Jacob Van Arteveldeplein (1841-1846) (nu Sint-Annaplein), de Stationsstraat (1845-1846) (nu Zuidstationstraat) en de Vlaanderenstraat (1883) in het kader van het Zollikofer-De Vigneplan. Verder werd de Brabantdam verbreed. De nieuwe Charles Marcellisbrug (1844) over de Muinkschelde verbond het station via de Lammerstraat met de oude Sint-Pieterswijk ten oosten.
Tijdens de Belle époque was Parijs de inspiratiebron. Het Nieuw Circus aan de Sint-Pietersnieuwstraat en het Grand Palais Valentino aan de Kuiperskaai waren grote publiekstrekkers. Het stationsgebouw werd in 1930-1931 afgebroken. Op de plaats van het station werd later het EGW-gebouw en Propagandacentrum gebouwd (1956-1960) naar ontwerp van Geo Bontinck. Later kreeg dit gebouw de functie van stadsbibliotheek. De vroegere spoorbedding ten zuiden van het station werd ingenomen door het Koning Albertpark, waarvan het zuidelijke gedeelte (met Chalet du Sud) vanaf de jaren 1970 ingenomen werd door het uiteinde van de snelweg E3 (nu B401). Nabij de afrit bevindt zich het standbeeld Vrouwe Belgica, een tweede overblijfsel van het station Gent-Zuid. Ten noorden van het station staat sinds begin jaren 1990 het Urbiscomplex.

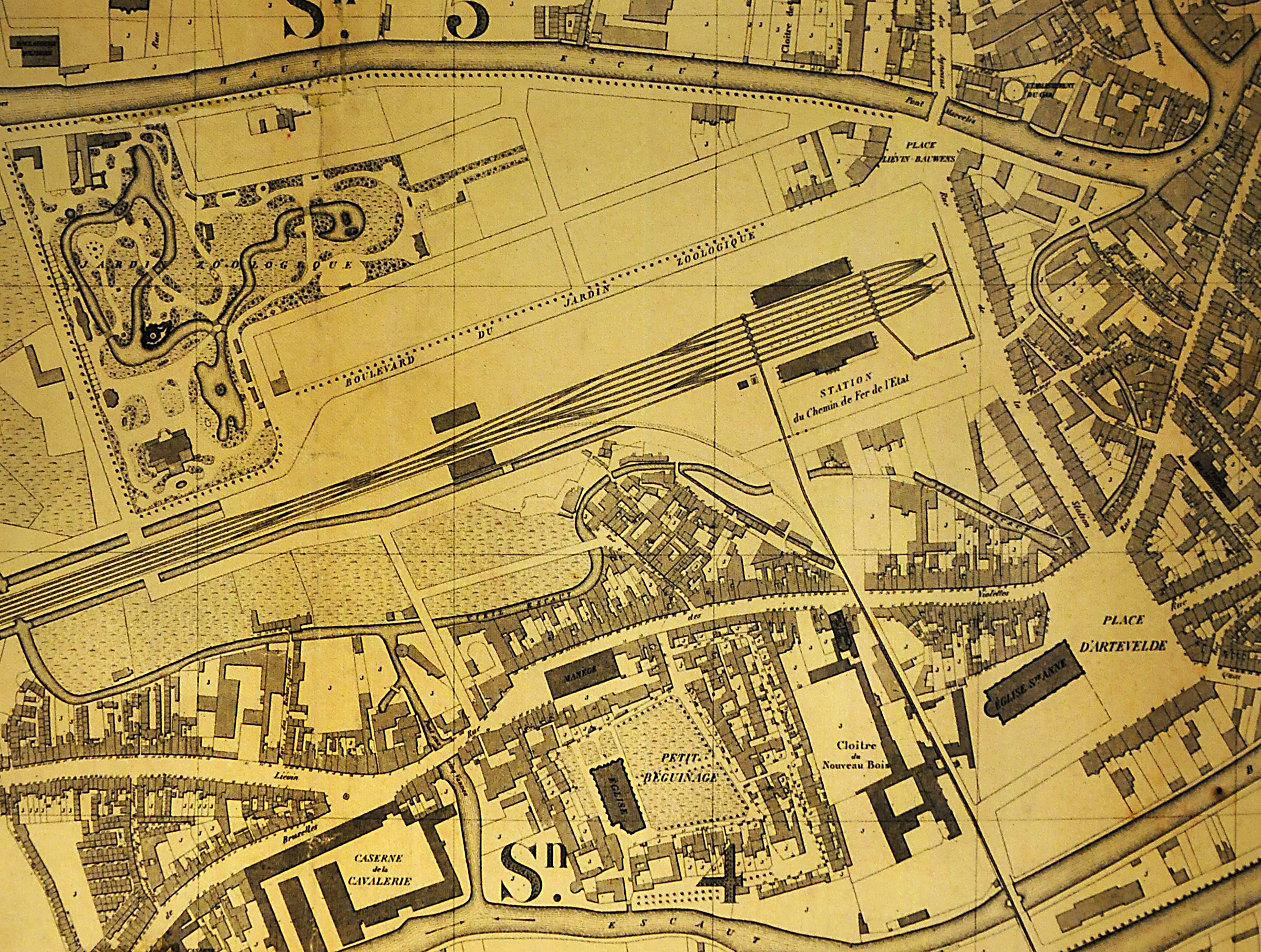
Plattegrond uit 1855 met het spoor naar het Handelsdok en de toen nog niet gedempte Oude Schelde
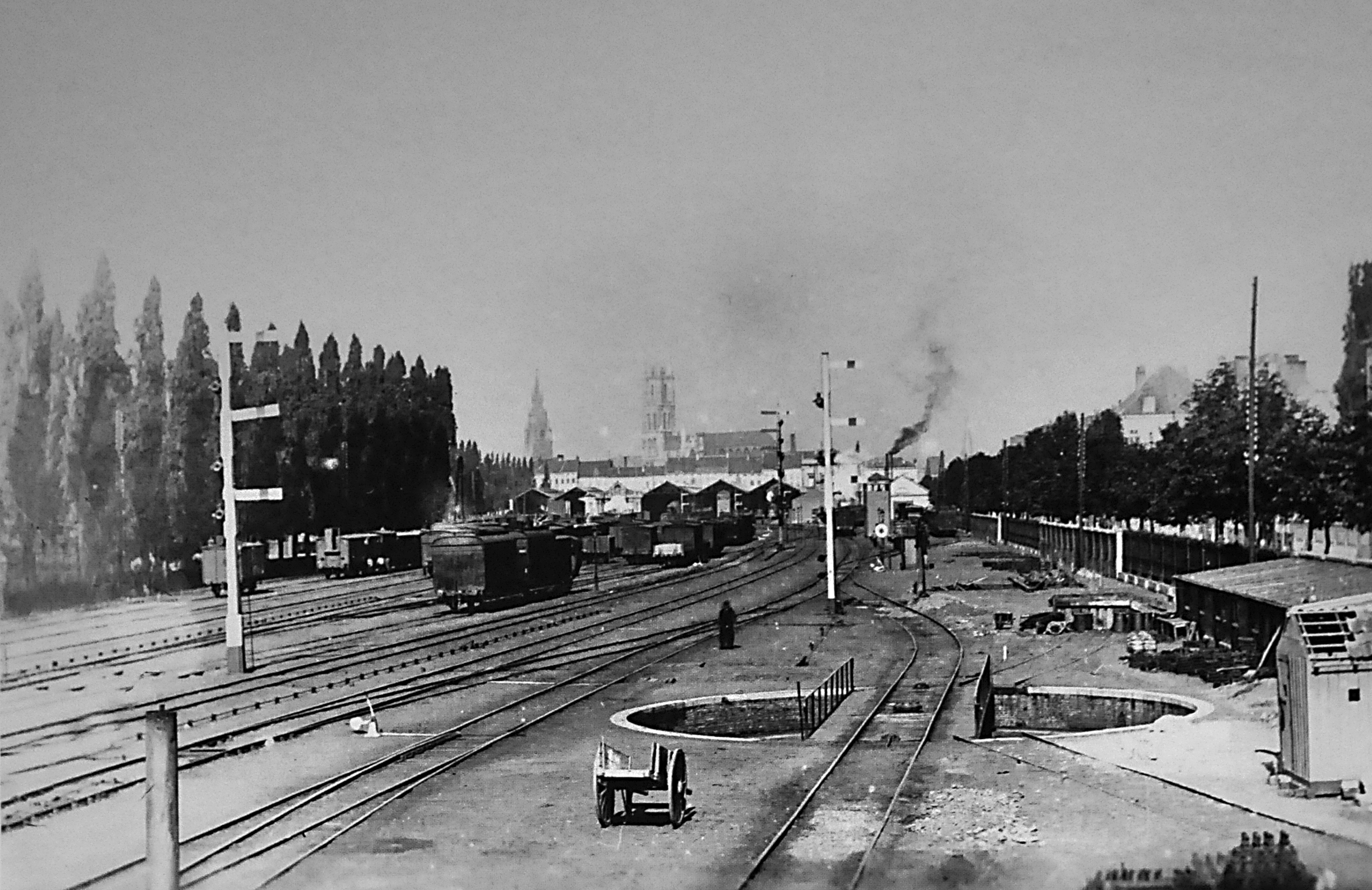
Het station in de 19e eeuw met vooraan een draaischijf
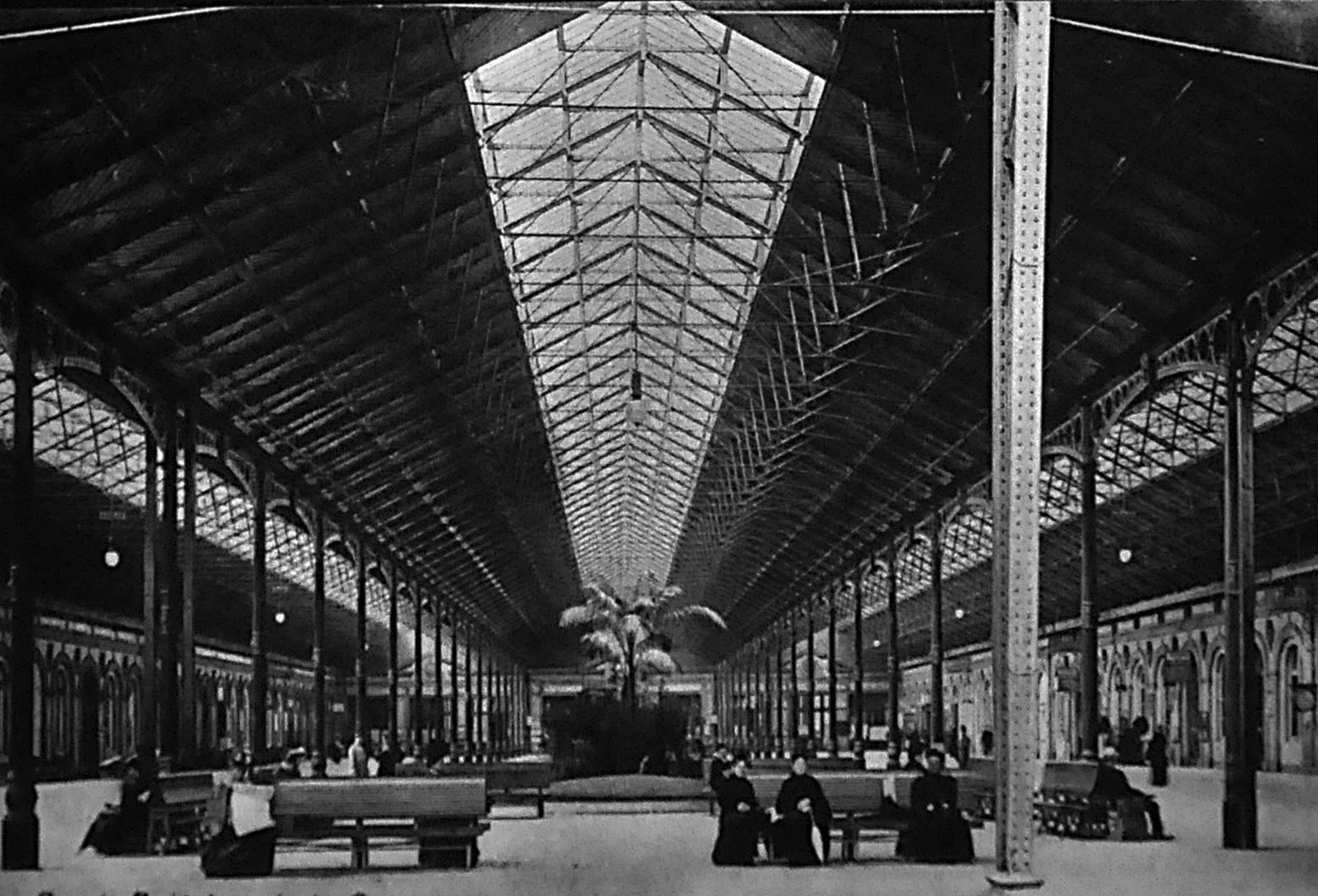
Stationshal in de 19e eeuw
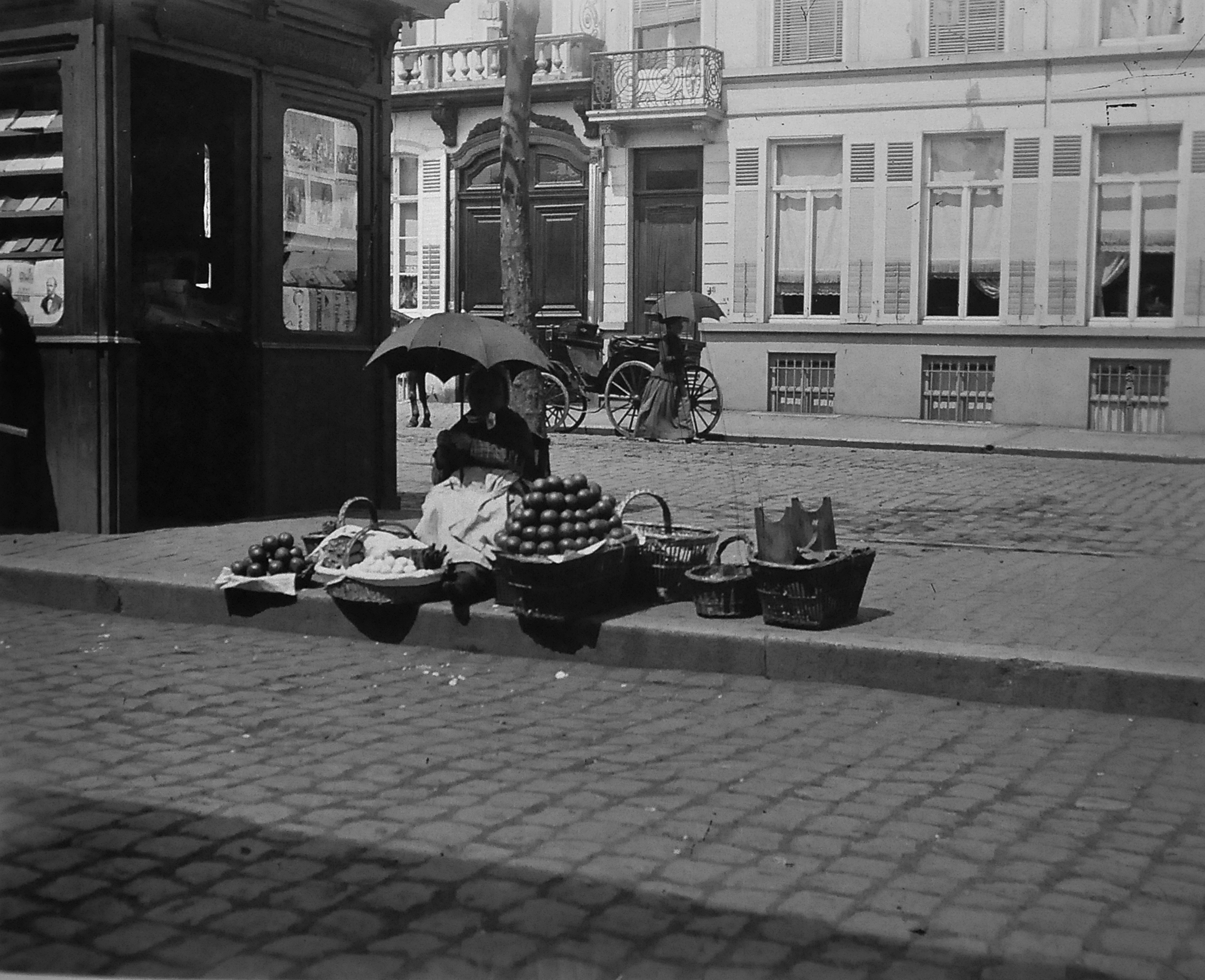
Een koekenwijf dat in 1913 niet meer welkom was aan het station

## Trivia

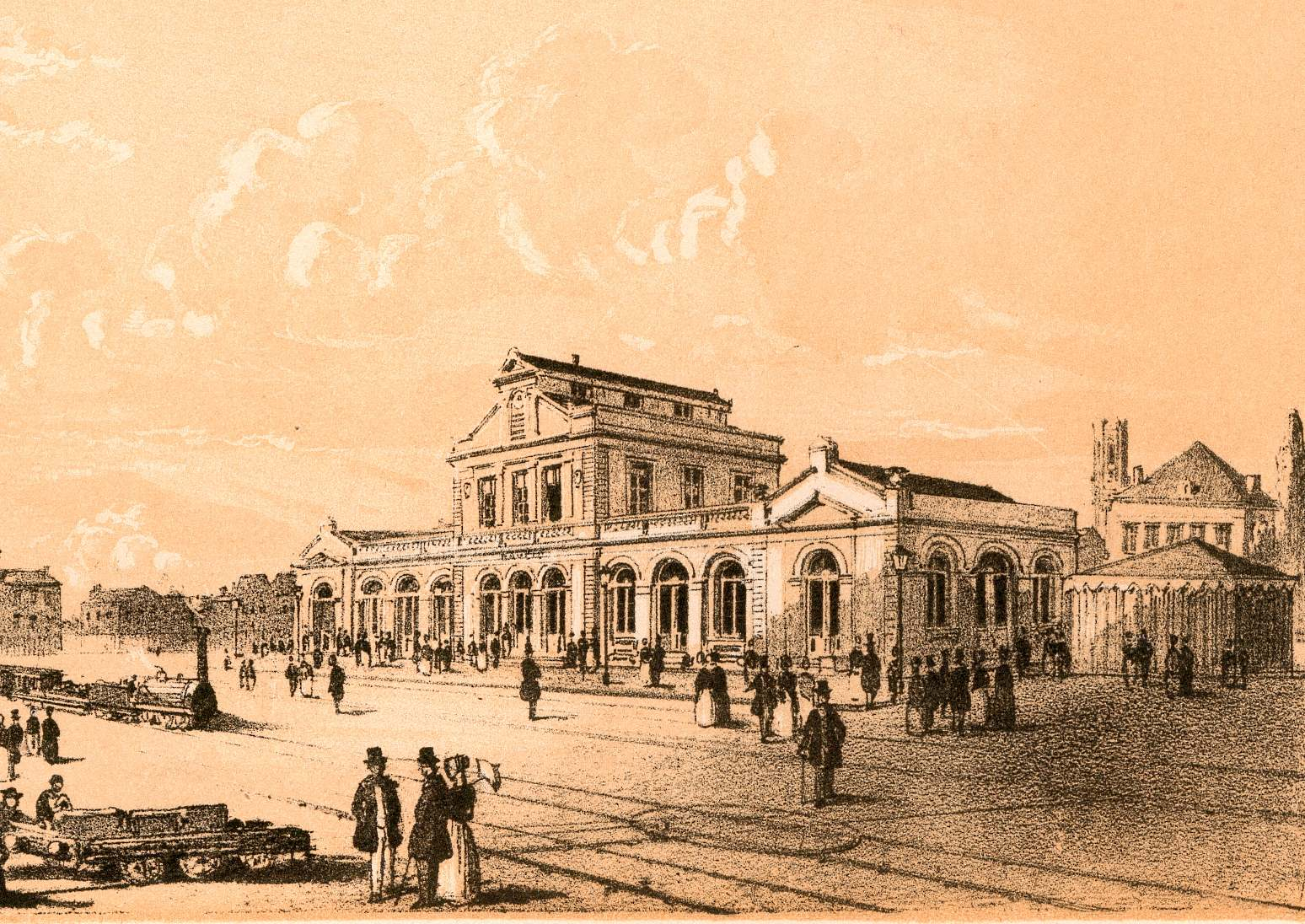
Station van Ronse op zijn vroegere locatie op 't Zand in Brugge rond 1844

Het station van Ronse, eveneens gebouwd door Auguste Payen, lijkt als twee druppels water op het vroegere station van Gent-Zuid.
Destelbergen · Drongen · Drongensesteenweg · Gentbrugge · Gent-Dampoort · Gent-Heirnis · Gent-Muide · Gent-Noord · Gent-Oost · Gent-Rabot · Gent-Rodenhuize · Gent-Sint-Pieters · Gent-Waas · Gent-Zeehaven · Gent-Zuid · Halewijn · Ledeberg · Merelbeke · Oostakker · Sint-Amandsberg-Westveld · Sint-Denijs-Westrem · Wondelgem